# Frankenholzer Schulstreik

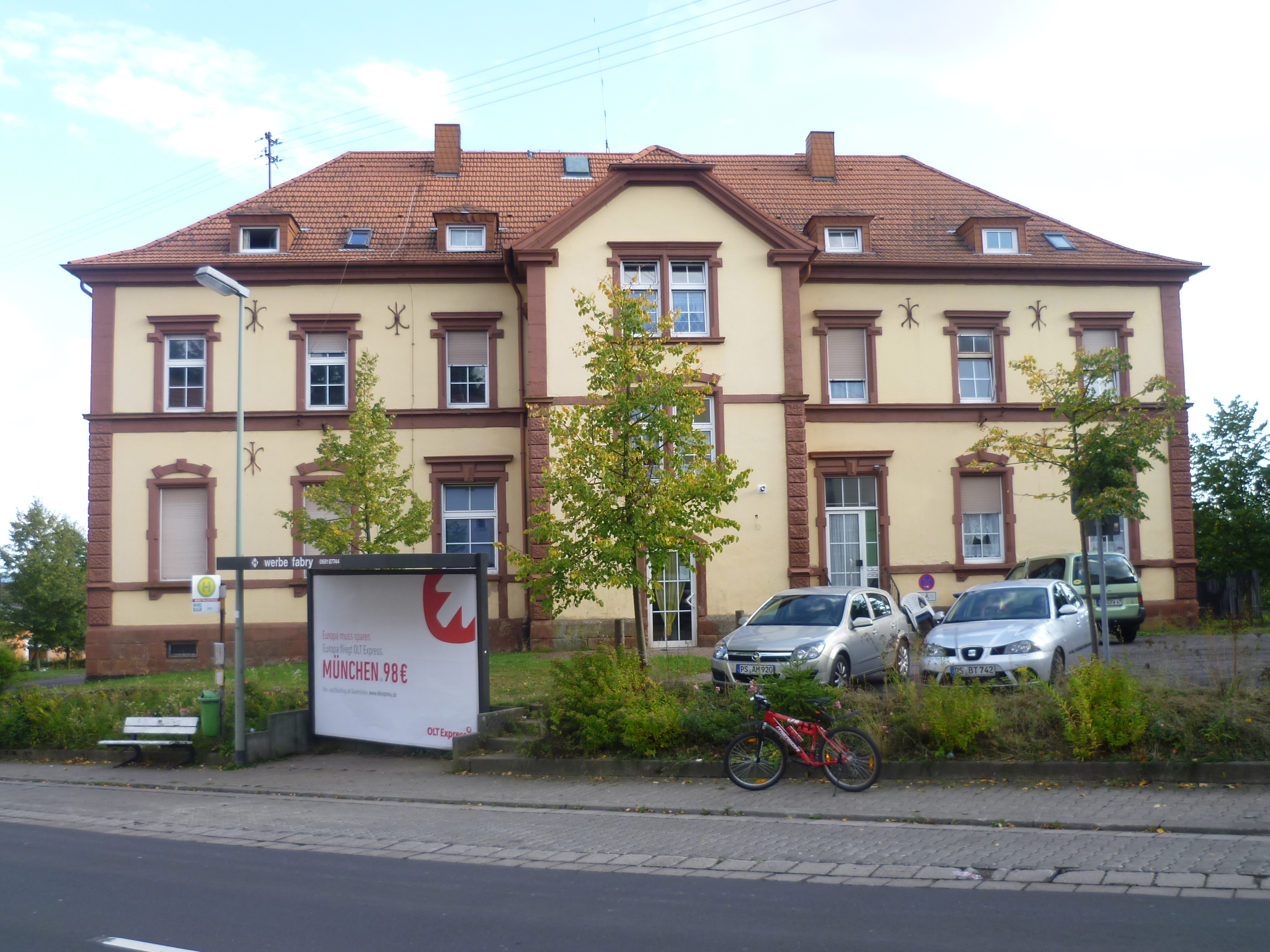
Das ehemalige Schulgebäude von Frankenholz

Der Frankenholzer Schulstreik von 1937 war eine Widerstandsaktion gegen den Nationalsozialismus in Frankenholz, einem Stadtteil von Bexbach im heutigen Saarpfalz-Kreis.

## Vorgeschichte
Frankenholz war 1936 ein kleines Bergmannsdorf, das vor allem katholisch geprägt war. Bei der letzten freien Wahl 1932 bekam die NSDAP lediglich 4 % der Stimmen. Stärkste politische Kraft war zu jener Zeit die Bayerische Volkspartei. Als 1936 der katholische Schulleiter erkrankte, wurde das NSDAP-Mitglied Phillip Klein als neuer Schulleiter eingesetzt. Luitpold Layes, der Pfarrer des Ortes, war auf Konfrontation mit der NSDAP gegangen. Seine Deutsche Jugendkraft mobilisierte mehr Anhänger als die nationalsozialistischen Sportverbände jener Zeit. Klein versuchte dem katholischen Einfluss entgegenzuwirken und ordnete am 25. Januar 1937 an, die christlichen Kreuze im Schulgebäude durch Hitlerporträts zu ersetzen. Bis auf eine Lehrerin war das Kollegium damit einverstanden. Die Kreuze wurden nun über die Klassenzimmertüren gehängt, aber befanden sich nicht mehr an zentraler Stelle.

## Verlauf
Das Abhängen der Kreuze beunruhigte die Eltern des Ortes, die sich hilfesuchend an Pfarrer Layes wandten. Sich des Oldenburger Kreuzkampfes bewusst, versicherte er sich des Rückhalts von Ludwig Sebastian, dem Bischof von Speyer. In einer Sonntagspredigt missbilligte er die Kreuzumhängung. In einigen Klassen wandten sich darauf Schüler demonstrativ bei der Morgenandacht dem Kreuz zu. An der Anordnung selbst änderte sich jedoch nichts. Eine Woche später beschlossen einige Eltern von Frankenholz, ihre Kinder nicht zur Schule zu schicken. Klein berief eine Versammlung ein, die jedoch im Streit endete. Am nächsten Morgen wurde der Streik fortgesetzt.
Daraufhin verordnete das Reichskommissariat für Schulangelegenheiten vorzeitige Schulferien für Frankenholz. Die Gestapo ermittelte gegen die „Rädelsführer“ des Streiks und vernahm 60 Eltern. Die Lehrerin, die sich der Anordnung verweigert hatte, wurde versetzt und den streikenden Eltern wurde eine Kollektivstrafe von 2000 Reichsmark auferlegt. Daraufhin begannen die Arbeiter der Frankenholzer Grube, sich mit einem Bummelstreik an den Protesten zu beteiligen und reduzierten ihre Förderung um die Hälfte. Dies führte zu weiteren Sanktionen, so wurden 14 Grubenarbeiter fristlos entlassen und fünf Eltern in Untersuchungshaft genommen.
Die Affäre weitete sich aus, so dass die NS-Propaganda versuchte, kommunistische Umtriebe für den Schulstreik verantwortlich zu machen. Dies wurde jedoch von Ludwig Sebastian bestritten. Schließlich musste Gauleiter Josef Bürckel die Affäre lösen: Er hob die verhängten Strafen auf und verzichtete auf weitere Ermittlungen. Außerdem ließ er von weiteren Aktionen gegen das christliche Kreuz ab. Dieses Einlenken war allerdings auch als Taktik zu sehen. Die Eltern verfassten daraufhin einen Bekennerbrief, in dem sie jegliche politische Konnotation ihres Verhaltens von sich wiesen. Kurz darauf, am gleichen Tag, als die streikenden Eltern ihre Kinder wieder in die Schule schickten, fanden nämlich im Gau auch die Abstimmungen über die NS-Gemeinschaftsschulen statt, die mit 97 % angenommen wurden.